# Sviatoslav II de Kiev

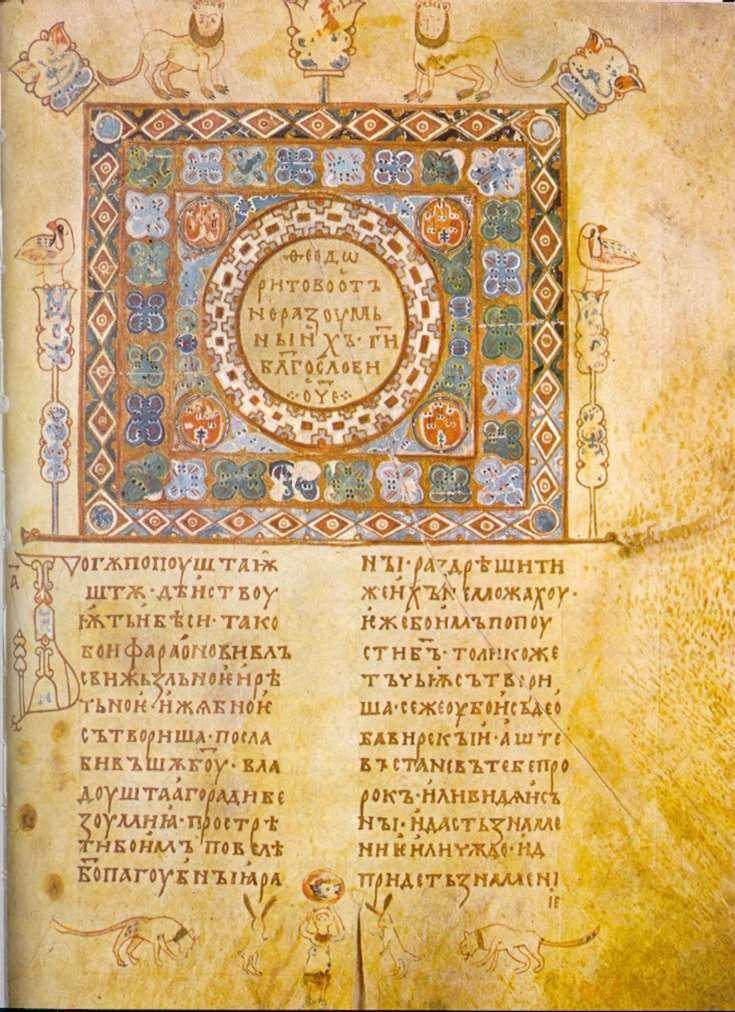
Una página de Miscelánea (Izbórnik) de Sviatoslav.

Sviatoslav Yaroslávich (1027-Kiev, 27 de diciembre de 1076) fue el príncipe (Kniaz) del Principado de Chernígov desde 1054 hasta 1073 y Gran príncipe (Veliki Kniaz) de Kiev desde 1073 hasta su muerte. Hijo de Yaroslav I el Sabio, fue fundador de la rama ruríkida de Chernígov y a veces se lo conoce como Sviatoslav de Chernígov.
Tras la muerte de Yaroslav I el Sabio en 1054, sus hijos se repartieron el reino de la Rus de Kiev. Mientras que Iziaslav I, el hijo mayor, unió bajo su mando la parte central del reino (Kiev, Nóvgorod y el antiguo país de los drevlianos, con Turau y Pinsk, Sviatoslav se hizo cargo de la sede principesca de Chernígov, con la ciudad de Múrom, situado más hacia el norte, y a la muerte de Vladímir de Nóvgorod, otro de sus hermanos, también el lejano Tmutarakáñ, es decir, en esencia, el territorio que Mstislav de Chernígov, hermano de Yaroslav, había tenido a su cargo antes de morir
Sviatoslav se unió a sus hermanos Vsévolod e Iziaslav para formar una especie de triunvirato principesco que supervisaba los asuntos de la Rus de Kiev hasta 1072. En 1067, derrotaron a Vseslav de Pólotsk, en el río Nemiga y lo cogieron prisionero. Un año después, los hermanos fueron derrotados por los polovtsianos en el río Alta. Después de un tiempo, Sviatoslav volvió a derrotar a estos nómadas de las estepas con una fuerza menor en la ciudad de Snovsk, realzando así su prestigio entre la población.